# 大貫惇睦
大貫 惇睦（おおぬき よしちか、1947年9月1日 - ）は、日本の物理学者。大阪大学名誉教授。21世紀COEプログラム「究極と統合の新しい基礎科学」拠点リーダー。理学博士（東京大学、1976年）。
専門は物性物理学で、特に重い電子系の物性を実験的に研究している。最大の業績として、絶対零度でも磁気秩序を起こさないCeCu6という物質を発見したことがある。
通常、磁性を持つ不純物が含まれる金属物質は、近藤効果により低温で電気抵抗が増していく。これに対しCeCu6は、逆に絶対零度の極低温で電気抵抗が減少するというユニークな特性を持つ。この特性から、CeCu6は重い電子系の典型物質とされ、重い電子系の超伝導や磁性の性質を調べる上で貴重な研究材料となった。

## 略歴
- 栃木県出身。栃木県立鹿沼高等学校卒業[1]。
- 1971年3月 - 京都大学工学部金属加工学科卒業
- 1973年3月 - 京都大学大学院工学研究科金属加工学専攻修士課程修了
- 1976年
  - 3月 - 東京大学大学院理学系研究科物理学専門課程博士課程修了 東京大学　理学博士「鉛のマイクロ波分光学的研究」
  - 4月 - 武蔵工業大学（現：東京都市大学）工学部非常勤講師
- 1977年4月 - 日本学術振興会奨励研究員（東京大学物性研究所にて研究）
- 1978年4月 - 埼玉工業大学工学部講師
- 1982年2月 - 筑波大学物質工学系講師
- 1986年4月 - アルゴンヌ国立研究所客員研究員（物質科学部門）
- 1987年6月 - 筑波大学物質工学系助教授
- 1994年
  - 3月 - 筑波大学物質工学系教授
  - 4月 - 大阪大学理学部教授
- 1996年4月 - 大阪大学大学院理学研究科物理学専攻教授
- 2008年9月 - 日本物理学会副会長（第64期）
- 2009年9月 - 日本物理学会会長（第65期）
- 2012年4月 - 大阪大学名誉教授

## 受賞歴
- 1989年 - 「重い電子系の典型物質の合成とその物性の実験的研究」の業績により日本IBM科学賞を受賞。
- 1992年 - 「遍歴する重い電子系のフェルミ面の性質」の業績により仁科記念賞を受賞。
- 2008年 - 紫綬褒章を受章[2]。
- 2020年 - 瑞宝中綬章を受賞[3][2]。

## 著書
- 物性物理学 ISBN 4254130813
- 重い電子系の物理 (物理学選書) ISBN 4785323248
- 物理学への誘い ISBN 4872591445